# Анджелика де Медичи
Анджèлика (или Анджела) де Мèдичи (на италиански: Angelica de' Medici o Angela; * 1608, Флоренция, Велико херцогство Тоскана; † 2 март 1636, Рим, Папска държава)  и принадлежи на  клона, произлизащ от херцог Алесандро де Медичи, обявен за неспособен да наследява, когато за херцог на Флоренция e номиниран Козимо I де Медичи.

## Произход
Тя е дъщеря на Козимо ди Джулио де Медичи (ок. 1550 – ок. 1630), кавалер на Ордена на Св. Стефан, и съпругата му Лукреция Гаетани. Неин дядо по бащина линия е Джулио де Медичи, адмирал и посланик, а по майчина – Франческо Гаетани, патриций на Пиза.

## Брак и потомство
∞ за римския благородник Джовани Пиетро Алтемпс (наречен още Джампиетро или Пиетро Алтемпс) (* 1607, Рим, Папска държава; † 1694, пак там), 3-ти херцог на Галезе и маркиз на Сориано нел Чимино, от когото има четири дъщери:
- Анна Маргарита Алтемпс († сл. 1632), монахиня в манастира „Сан Доменико и Систо“ в Рим
- Мария Франческа Алтемпс († сл. 1632), монахиня в манастира „Сан Доменико е Систо“ в Рим
- Кристина Алтемпс († 1712), ∞ за дон Иполито Ланте Монтефелтро дела Ровере (* 15 юни 1618, Рим; † 28 юни 1688, пак там), 1-ви херцог на Бомарцо, от когото има 5 деца
- Корнелия Лучия Алтемпс († 1691), ∞ за граф Карл Фридрих фон Хоенемс (* 11 ноември 1622; † 20 октомври 1675), от когото има 4 деца.

Съпругът ѝ се жени повторно след смъртта ѝ за Изабела Ланте Монтефелтро дела Ровере и има осем други деца, три от които са момчета.
|  | Тази страница частично или изцяло представлява превод на страницата Angelica de' Medici в Уикипедия на италиански. Оригиналният текст, както и този превод, са защитени от Лиценза „Криейтив Комънс – Признание – Споделяне на споделеното“, а за съдържание, създадено преди юни 2009 година – от Лиценза за свободна документация на ГНУ. Прегледайте историята на редакциите на оригиналната страница, както и на преводната страница, за да видите списъка на съавторите. ВАЖНО: Този шаблон се отнася единствено до авторските права върху съдържанието на статията. Добавянето му не отменя изискването да се посочват конкретни източници на твърденията, които да бъдат благонадеждни. |